# You Still Want Me
Singles de The Kinks
Long Tall Sally
(février 1964) You Really Got Me
(août 1964)
You Still Want Me est une chanson du groupe de rock britannique The Kinks.
Elle constitue le second single du groupe, sorti en avril 1964, et le premier écrit par Ray Davies. Comme son prédécesseur, la reprise de Little Richard Long Tall Sally, You Still Want Me est un échec commercial, qui ne se classe pas dans le hit-parade britannique. Cette contre-performance incite le label des Kinks, Pye Records, à envisager de mettre un terme au contrat du groupe, projet abandonné lorsque le single suivant des Kinks, You Really Got Me, rencontre un succès phénoménal.